# Banater Gebirge
Das Banater Gebirge (rumänisch Munții Banatului) ist ein Mittelgebirge im Süden des Banat an der Grenze zwischen Rumänien und Serbien. Es stellt den südlichen Teil der Westrumänischen Karpaten (rum. Carpații Occidentali) dar und bildet gleichzeitig einen westlichen Ausläufer im Süden der langen, gekrümmten Karpatenkette. 
Das Banater Gebirge wird unterteilt in 
- das Semenic-Gebirge (Munții Semenic)
- das Locva-Gebirge (Munții Locvei)
- das Anina-Gebirge (Munții Aninei)
- das Dognecea-Gebirge (Munții Dognecei)
- das Almăj-Gebirge (Munții Almăjului)
- das Vršac-Gebirge (Vršačke planine)

Das Vršac-Gebirge liegt auf serbischem, alle übrigen Teilgebirge auf rumänischem Territorium. 
Die höchste Erhebung ist der Vârful Piatra Goznei (1447 m) im Semenic-Gebirge.
Der südliche Teil des Banater Gebirges wird von der Donau begrenzt. Diese bildet hier für den größten Strom Mitteleuropas ein langes Durchbruchstal. Am Ende dieser Strecke, die bereits an die höheren Südkarpaten reicht, liegt mit dem Eisernen Tor der spektakulärste und bis 1972 gefährlichste Abschnitt im Flussverlauf. Er wurde zu Beginn der 1970er Jahre durch Anlegung eines Stausees, Sprengungen und anderer Baumaßnahmen leichter schiffbar gemacht.
Die Donau beschreibt infolge der einzelnen Massive des Banater Gebirges und der am Südufer des Flusses befindlichen Serbischen Karpaten mehrere scharfe Richtungsänderungen, die sie aus der generellen Ostrichtung mehrfach um 45–90° ablenken. 